# زمزم الحمادي
زمزم محمد الحمادي (من مواليد 2007) هي مقاتلة إماراتية مُحترفة، متخصّصة في رياضتي الجوجوتسو والفنون المختلطة. وهي لاعبة منتخبي الإمارات للجوجيتسو والفنون القتالية. وتُعتبر أول إماراتية تفوز بلقب بطلة العالم في الفنون المختلطة، وأيضاً أول إماراتية تجمع بين لقبين عالميين في الفنون المختلطة والجوجوستو.

## مسارها
نشأت زمزم الحمادي في عائلة رياضية من الطراز الأول، خاصة والدتها ندى النعيمي، وهي بطلة إماراتية في الجودو والجوجيستو، التي شجّعتها على ممارسة الجوجوتسو في وقت مبكّر منذ عمر السنتين والنصف، فكانت تصطحبها معها لتدريباتها حتى أبانت عن موهبة تفوق أقرانها بكثير. وسرعان ما بدأت في المشاركات المحلية والدولية وحقّقت العديد من الألقاب والميداليات. وفي عام 2021م، شاركت زمزم الحمادي في بطولة العالم للجوجيتسو للناشئين والشباب، وحصدت الميدالية الذهبية للبطولة في وزنها. وفي عام 2023م، عاودت الحمادي المشاركة في البطولة بآداء باهر وحقّقت ذهبية بطولة العالم للجوجيتسو في أستانا بكازاخستان، وهي الذهبية الثانية في تاريخها، وأصبحت المصنّفة الثانية إماراتياً للرياضة. كما شاركت أيضاً في بطولة العالم للفنون القتالية المختلطة، في مبادلة أرينا بأبوظبي وتمكّنت خلالها من تحقيق ذهبية البطولة، لتصبح بذلك أول إماراتية تفوز بلقب بطولة العالم في الفنون القتالية المختلطة. ولتكون أيضاً أول بطلة إماراتية تجمع بين لقبين عالميين في الجوجوتسو والفنون المختلطة. كما فازت أيضاً بجائزة محمد بن راشد للإبداع الرياضي 2023 في فئة الرياضي الناشئ الإماراتي.
وخلال سنة 2024م، تمكّنت الحمادي من الحفاظ على لقبها في بطولة العالم للفنون المختلطة، بعد فوزها في نهائي البطولة بأبو ظبي، وتوّجت للمرة الثانية على التوالي بذهبية البطولة كإنجازٍ إماراتي تاريخي غير مسبوقٍ.